# Robbins (Kalifornija)
Robbins je naseljeno područje za statističke svrhe u američkoj saveznoj državi Kalifornija. Prema popisu stanovništva iz 2010. u njemu je živjelo 323 stanovnika.